# Джонсон, Нил (баскетболист)
Нил Э. Джонсон (англ. Neil A. Johnson; родился 17 апреля 1943 года, Джэксон, штат Мичиган, США) — американский профессиональный баскетболист, который провёл четыре сезона в Национальной баскетбольной ассоциации, плюс ещё три сезона в Американской баскетбольной ассоциации.

## Ранние годы
Нил Джонсон родился 17 апреля 1943 года в городе Джэксон (штат Мичиган), затем переехал в Нью-Йорк, где учился в средней школе имени Джорджа Вашингтона, в которой играл за местную баскетбольную команду.

## Статистика

### Статистика в НБА
| Сезон                                                                                    | Команда  | Регулярный сезон | Регулярный сезон | Регулярный сезон | Регулярный сезон | Регулярный сезон | Регулярный сезон | Регулярный сезон | Регулярный сезон | Регулярный сезон | Регулярный сезон | Регулярный сезон | Серия плей-офф | Серия плей-офф | Серия плей-офф | Серия плей-офф | Серия плей-офф | Серия плей-офф | Серия плей-офф | Серия плей-офф | Серия плей-офф | Серия плей-офф | Серия плей-офф |
| Сезон                                                                                    | Команда  | GP               | GS               | MPG              | FG%              | 3P%              | FT%              | RPG              | APG              | SPG              | BPG              | PPG              | GP             | GS             | MPG            | FG%            | 3P%            | FT%            | RPG            | APG            | SPG            | BPG            | PPG            |
| ---------------------------------------------------------------------------------------- | -------- | ---------------- | ---------------- | ---------------- | ---------------- | ---------------- | ---------------- | ---------------- | ---------------- | ---------------- | ---------------- | ---------------- | -------------- | -------------- | -------------- | -------------- | -------------- | -------------- | -------------- | -------------- | -------------- | -------------- | -------------- |
| 1966/67                                                                                  | Нью-Йорк | 51               |                  | 10,2             | 34,5             |                  | 66,3             | 3,3              | 0,7              |                  |                  | 3,4              | 4              |                | 16,0           | 29,6           |                | 87,5           | 5,8            | 1,3            |                |                | 5,8            |
| 1967/68                                                                                  | Нью-Йорк | 43               |                  | 6,7              | 41,5             |                  | 47,9             | 1,7              | 0,8              |                  |                  | 2,6              | 2              |                | 3,0            | 50,0           |                | -              | 1,5            | 0,0            |                |                | 2,0            |
| 1968/69                                                                                  | Финикс   | 80               |                  | 16,5             | 48,1             |                  | 62,1             | 5,0              | 1,7              |                  |                  | 5,8              | Не участвовал  | Не участвовал  | Не участвовал  | Не участвовал  | Не участвовал  | Не участвовал  | Не участвовал  | Не участвовал  | Не участвовал  | Не участвовал  | Не участвовал  |
| 1969/70                                                                                  | Финикс   | 28               |                  | 4,9              | 33,3             |                  | 66,7             | 1,7              | 0,4              |                  |                  | 1,7              | 2              |                | 3,5            | 33,3           |                | -              | 2,0            | 0,0            |                |                | 1,0            |
|                                                                                          | Всего    | 202              |                  | 11,2             | 42,6             |                  | 61,3             | 3,4              | 1,1              |                  |                  | 4,0              | 8              |                | 9,6            | 32,4           |                | 87,5           | 3,8            | 0,6            |                |                | 3,6            |
| Наведите курсор мыши на аббревиатуры в заголовке таблицы, чтобы прочесть их расшифровку. |          |                  |                  |                  |                  |                  |                  |                  |                  |                  |                  |                  |                |                |                |                |                |                |                |                |                |                |                |